# 대전흥룡초등학교
대전흥룡초등학교는 대한민국 대전광역시 동구에 있는 공립 초등학교이다.

## 학교 연혁
- 1979. 10.02 대전흥룡국민학교(30학급) 개교(가양ㆍ동광 1,799명)(설립인가 9월 1일)
- 1981. 10.31 교사 증축(9개 교실)
- 1985. 09.10 동대전국민학교(23학급) 분리
- 1995. 11.14 급식소 준공
- 1996. 03.01 대전흥룡초등학교로 명칭 변경
- 2004. 09.01 본동교사 개축(38개 교실)
- 2006. 08.04 슬기샘 도서관 개관

## 참고 자료
- 대전흥룡초등학교 - 한국교육학술정보원 학교알리미